# Războaiele Galice
Războaiele galice au fost o serie de campanii militare desfășurate de către Republica Romană prin proconsulul Iulius Caesar împotriva mai multor triburi galice, în perioada 58 î.Hr. - 52 î.Hr. Romanii au invadat și Britannia și Germania, dar niciodată aceste expediții din timpul acestor războaie nu au transformat zonele acestea în provincii romane. Războaiele galice au culminat cu o luptă decisivă la Alesia în 52 î.Hr., în care victoria completă romană a dus la extinderea republicii romane de-a lungul întregii Galii. Războaiele au netezit calea lui Cezar spre poziția de conducător unic al Republicii Romane. 

"Vercingetorix arucându-și armele la picioarele lui Cezar", 1899, autor: Lionel Noel Royer

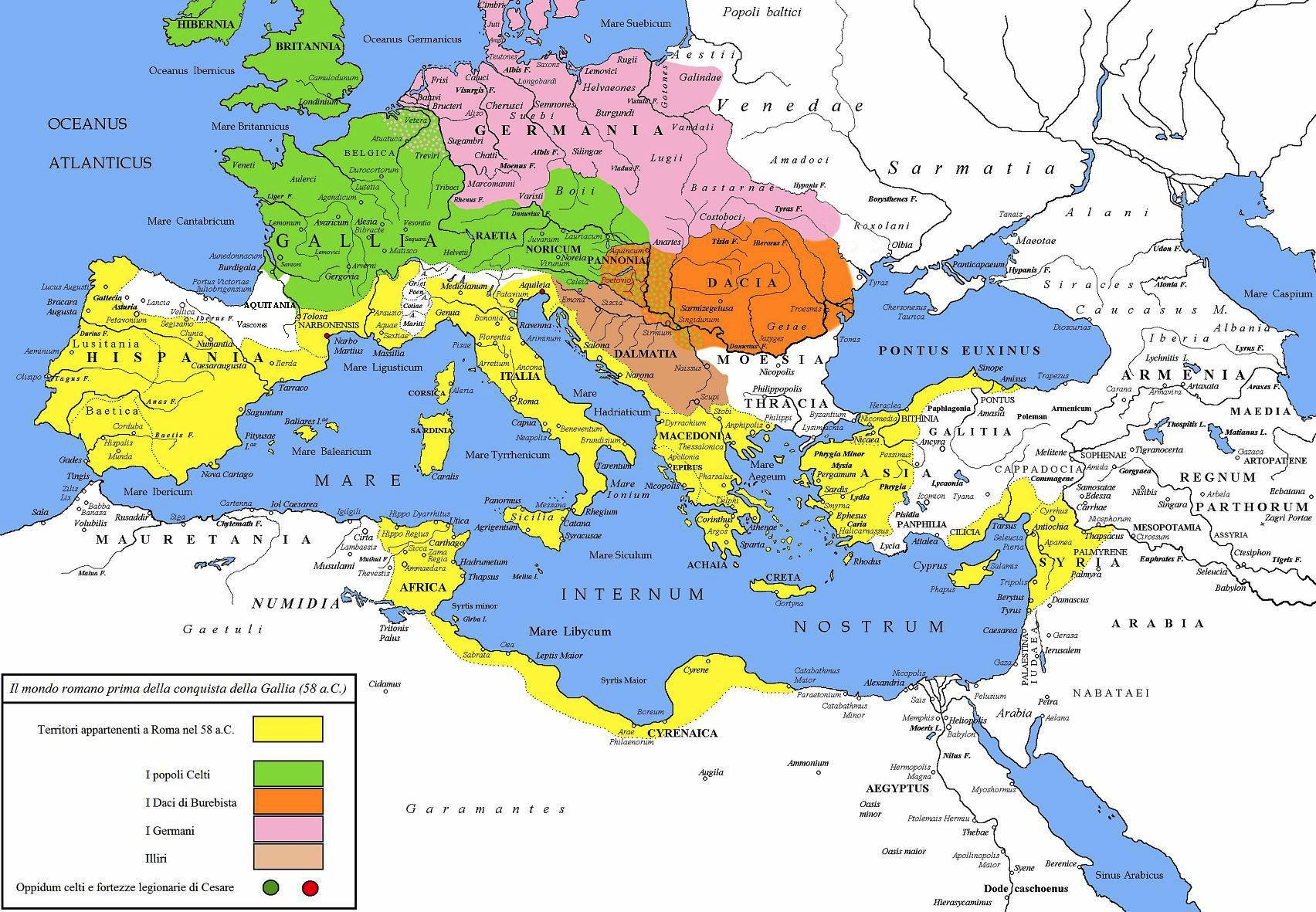
Lumea romană (cu galben) înainte de începutul războielor galice, anul 58 î.Hr.

## Preludiu
Iulius Caesar, ajuns în funcția de pretor în 62 î.Hr. în Hispania, fiind considerat de mulți senatori că un om ambițios, în 59e î.Hr. a obținut funcția de consul și membru al Primului Triumvirat, împărțind puterea politică cu Marcus Licinius Crassus și Pompei.
Generalul Pompei se întorsese la Roma dintr-o campanie prin care adăugase trei noi provincii la imperiu. Dublase venitul trezoreriei romane și avea o mare susținere a populației romane. Mulțumită autoritarismului său, Cezar a obținut comanda în Illyricum. 
Când guvernatorul Galliei Cisalpine, Metellus Celer, a murit pe neașteptate, provincia i-a fost oferită lui Cezar, timp de cinci ani (fiind guvernator pe coasta croată a Adriaticii și nordul Italiei), primind și sub comanda sa o importantă parte a armatei romane: unități poziționate la granița sudică a Germaniei. Cezar a desfășurat campanii de succes, eclipsandu-l pe Pompei: campania helvetă în 58 î.Hr., campania belgica din 57 î.Hr., campania venetă în 56 î.Hr., campania germană în 55 î.Hr. și campania britanică în 54 î.Hr.
Cezar avea sub comandă patru legiuni veterane: Legiunea VII, Legiunea VIII, Legiunea IX Hispana și Legiunea X. Personalitatea lui Cezar era binecunoscută de toate legiunile datorită campaniei încheiate cu succes împotriva lusitianilor. De asemenea, avea sub autoritatea sa câteva legiuni adiționale și unități auxiliare.
În 62 î.Hr. , Arvenii, ce erau clientelari Romei, au conspirat cu sequanii și suebii la est de Rin și i-au atacat pe Aedui, aliații Romei. Sequanii și Arvenii au obținut sprijinul lui Ariovistus și i-au învins pe Aedui în bătălia de la Magetobriga din 63 î.Hr. Sequanii l-au răsplătit pe Ariovistus cu pământ în urmă victoriei sale. Acesta s-a așezat cu 120 000 de oameni. Când 24 000 de haruzi s-au alăturat cauzei sale, Ariovistus a cerut sequanilor mai mult pământ pentru că haruzii să se acomodeze. Cererea acestuia a intrat în atenția Romei căci oferirea unui spațiu mai larg lui Ariovistus ar fi dus la întărirea poziției sale de a-i atacă pe sequani și restul Galiei.

## Campania helvetă
Helveții au fost o confederație alcătuită din cinci triburi galice ce trăiau pe platoul elvetic, protejați de munți și râurile Rin și Ron. Ei au început să impună presiuni asupra triburilor germane din nord și est. 
Din 58 i.en., helveții se pregăteau să planifice și să aprovizioneze o migrație în masă sub conducerea lui Orgetorix. Cezar menționează în cartea să motivele pentru care ei nu au reușit să desfășoare raiduri datorită locației lor cu intentiea de a călători pe coasta de vest a Galliei, un traseu ce i-ar fi luat prin surprindere pe Aeduii, aliații Romei și provincia romană Gallia Cisalpină. 
Helveții au trimis emisari la triburile vecine pentru a negocia un tranzit pașnic. Orgetorix a încheiat o alianța cu șeful sequanilor, Casticus și a aranjat căsătoria fiicei șefului de trib al Aeduilor, Dumnorix. Cei trei au plănuit să devină regi ai triburilor lor și să-și împartă puterea în Galia. Dar ambițiile personale ale lui Orgetorix au fost descoperite și s-a sinucis pentru a evita o acuzație îndreptată asupra propriului sau popor. (De Bello Gallico, I, 4). 
Cezar a pornit pe 28 martie și menționează că a incendiat toate orașele și satele acestora, descurajând triburile clientelare și inamicii de a ocupă teritoriile vacanțe (De Bello Gallico, I, 5 și 6). 
Cezar a traversat Alpii din Italia. Cu o singură legiune din Galia Transalpina, s-a îndreptat spre Genoa și a ordonat distrugerea podului de peste Ron. Helveții au trimis o delegație pentru a negocia. Cezar a stagnat negocierile timp de 15 zile și s-a folosit de timp pentru a-și întări poziția (De Bello Gallico, I, 7 și 8). 
Când delegația s-a întors, Cezar a refuzat cererea și i-a avertizat că orice tentativă pentru a traversa răul va fi reprimată. Așa s-a și întâmplat. Elveții s-au reapucat de negocieri cu sequanii și cu aeduii pentru o ruta alternativă. (De Bello Gallico, I, 8 și 9).
Lăsându-i o singură legiune sub comandă lui Titus Labienus, Cezar s-a îndreptat spre Gallia Cisalpină. La sosire, a preluat comandă a trei legiuni din Aquileia și a adăugat încă două legiuni: XI și XII. În fruntea acestor cinci legiuni, a traversat Alpii și teritoriile triburilor ostile cu care s-a încăierat pe traseu. (De Bello Gallico, I, 10). 
Între timp, helvetii au trecut pe teritoriul sequianior și au jefuit ținuturile aeduilor, ambarrilor și allobregisilor. Aceste triburi nu s-au putut opune și au cerut ajutorul lui Cezar. Acesta i-a surprins pe helveți ce încercau să traverseze răul Arar (actualul Saone). Trei sferturi dintre helveți au trecut deja, iar un sfert dintre tigurini (un alt clan elvețian) se află pe malul de est. Trei legiuni aflate sub comandă lui Cezar i-a surprins și învins pe tigurini în Bătălia de la Arar. Tigurinii au fugit în pădurile învecinate. (De Bello Gallico, I, 11 și 12).
După bătălie, romanii au construit un pod peste Saône că să-i urmărească pe helveții rămași. Helveții au trimis o delegație condusă de Divico, dar negocierile au eșuat. Pentru două săptămâni, romanii i-au ținut sub urmărire până au întâmpinat problemele de aprovizionare. Cezar a trimis 4000 de romani și cavaleria aeduilor pentru a-i urmări pe helveți ce sufereau pierderi. Dumnorix făcea tot ce-i stătea în putere pentru a întârzia livrările. Romanii i-au urmărit până la orașul Bibracte. S-au întos și helveții au început să-i urmărească la rândul lor, hărțuindu-i din spate. Cezar a ales un deal din apropiere pentru lupta și legiunile romane i-au învins. (De Bello Gallico, I, 13 la 24). 
În bătălia urmat de Bibracte, galii și romanii au luptat timp de o mare parte a zilei într-o lupta aprigă. Romanii câștigă în cele din urmă . Cezar scrie că lupta a fost lungă și cu succes îndoielnic. 6000 de oameni ai clanului elvețian Verbigeni au fugit pentru a nu fi capturați. La ordinele lui Cezar, alte triburi galice i-au capturat pe fugari și i-au executat. Cei care s-au predat au fost trimis înapoi pe meleagurile lor pentru a reconstrui și a furniza alimente. Cezar susține că erau 368 000 de helveți, dintre care 92 000 de bărbați erau apți de muncă. Doar 110 000 de supraviețuitori au fost lăsați să se întoarcă pe meleagurile lor.

## Campania sueba
În 61 i.en., Ariovistus, căpetenia tribului Suebi și rege al populațiilor germanice, a reluat migrația tribului din estul Germaniei către regiunea Marnei și Rinului. Suebii au călcat pe pământurile sequanilor, iar aceștia au jurat credință lui Ariovistus și lupta împotriva aeduilor. Sequanii l-au recompensat pe Ariovistus cu pământ după victoria de la Magetobriga și s-a stabilit cu cei 120 000 de oameni ai săi în ținut. Dar 24 000 de haruzi s-au alăturat cauzei sale și acesta a cerut sequanilor să-i dea mai mult pământ. 
După ce Cezar i-a învins pe helveți, majoritatea triburilor galice l-au felicitat pe Cezar și au încercat să se întâlnească cu el în cadrul unei adunări generale. Diviciacus, șeful Aeudan și purtătorii de cuvânt pentru delegația galică și-au exprimat îngrijorarea față de cuceririle lui Ariovistus și ostaticii pe care i-a luat. Diviciacus i-a cerut lui Cezar să-l înfrângă pe Ariovistus și să elimine amenințarea germanică, precum să-i și protejeze pe aedui. Această a reprezentat o oportunitate de a extinde granițele Romei, consolidând loialitatea armatei și calitatea de comandant.
Senatul îl declarase pe Ariovistus că rege prieten al poporului roman în 59 i.en., deci Cezar nu putea să-i declare război. Însă nu putea să ignore solicitările aeduilor și a emis un ultimatum lui Ariovistus pentru a nu traversa Rinul și să elibereze ostaticii aedui. Ariovistus l-a asigurat pe Cezar că ostaticii aedui vor fi în siguranță cant timp aceștia își vor plăti tributul anual. Odată ce haruzii i-au atacat pe aedui și o sută de clanuri suebe au traversat Rinul spre Gallia, Cezar a avut justificarea pentru a-i declara război lui Ariovistus în 58 i.en.
Cezar aflase ca Ariovistus intenționa să captureze Vesontio, cel mai mare oraș al Sequianilor, și a mărșăluit cu trpele sale spre oraș. Unii ofițeri nu aveau nicio experiență în război. Moralul era scăzut, ceea ce amenință poziția lui Cezar. Acesta nu avea încredere decât în legiunea X. Celelalte legiuni l-au urmat și prin urmare, Cezar a ajuns la Vesontio înaintea lui Ariovistus.
Ariovistus a trimis emisari lui Cezar pentru a solicită o întâlnire. S-au întâlnit pe o movilă de câmpie. Armistițiul a fost încălcat atunci când călăreții germani au încercat să-i atace delegația. Ariovistus a solicitat o altă întâlnire, iar Cezar a ezitat să mai trimită funcționari înalți, l-a trimis pe Valerius Procillus, prietenul sau de încredere, și pe Caius Mettius, comerciant. Simțindu-se insultat, Ariovistus i-a trimis în lanțuri și a mărșăluit timp de două zile, ridicând o tabăra la două mile de tabăra lui Cezar, tăind liniile de comunicație și aprovizionare ale lui Cezar cu triburile aliate. Cezar a ordonat clădirea celei de-a două tabere. Ariovistus a atacat tabăra și a fost respins.
În dimineață următoare, Cezar și-a adunat trupele aliate în față celei de-a două tabere și avansat cu legiunile sale în formația acies triplex (trei linii de trupe) spre Ariovistus. Ariovistus a contracarat prin aliniereaa șapte formațiuni tribale. Legiunile au rupt linia inamică și i-au pus pe germani pe fugă. Cei 120 000 de suebi au fost uciși. Ariovistus, cu trupele sale rămase, a scăpat și a traversat Rinul, dar nu s-a mai angajat în lupta. Suebii au campat în apropiere de Rin și s-au întors acasă. Cezar ieșise din nou victorios.

## Campania belgica
În 57 i.en., Cezar a intervenit din nou într-un conflict cu belgii. Belgii au atacat recent un trib aliat roman. A ordonat și altor triburi vecine pentru a investiga acțiunile belgilor. Armata lui Cezar a suferit un atac surpriză în bătălia de la Sabis în timp ce el campa în apropierea răului Sâmbre.
Nervii au avansat atât de repede încât Cezar nu a avut timp pentru a-și organiza forțele și a suferit o înfrângere umilitoare. Cezar recunoaște că a pierdut și că mulți centurioni au fost răniți și doborâți. El însuși a fost nevoit să ia un scut și să-și mobilizeze personal forțele învăluite. Sosirea legiunii a X-a i-a permis lui Cezar să se regrupeze și în cele din urmă, i-a respins pe nervi când atrebatii și viromanduii începeau să lupte. 
Cezar a remarcat că războinicii nervi au refuzat să-și cedeze terenul, chiar și după ce atrebatii și virumanduii au fost puși în dezordine. În cele din urmă întăririle romane au înconjurat forțele nervilor supuse unei ploi de săgeți a arcașilor și aruncătorilor cu praștia aduși din strainatate. 
Nervii au fost renumiți pentru aptitudinile lor în război. Cezar dispunea de proiectile că "scorpionii" și "baliste", arcași și aruncători cu praștia. Nervii prindeau lăncile și sulitele romane aruncate și le aruncau inapo către legionari. Nervii refuzau să cedeze și luptau pe movilele și meterezele formate din luptătorii căzuți. Dar legiunile române răzbeau căci dispuneau de pilum (odată aruncat în scuturile inamice, era greu de scos, și inamicii nu mai puteau să se apere), săbiile gladium și scuturile, utilizându-le prudent.
Belgii au suferit pierderi grele și s-au predat în cele din urmă după ce orașele lor erau distruse. Cezar ocupase teritoriul actual al Belgiei.